# Droit des autochtones (Canada)
Ne doit pas être confondu avec Ordres juridiques autochtones au Canada.

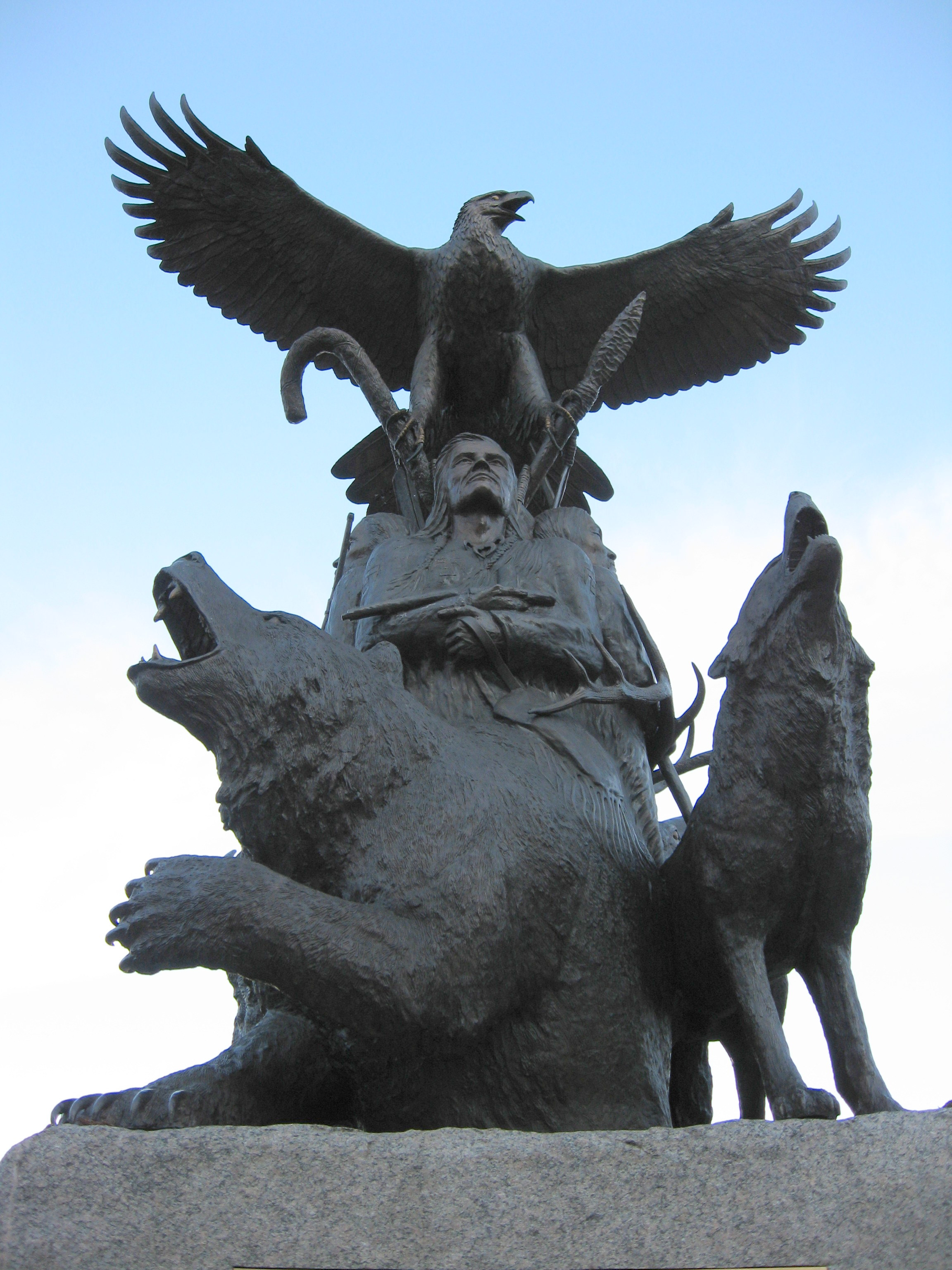
Monument aux vétérans autochtones à Ottawa.

Le droit des autochtones est l'ensemble des règles du droit canadien régissant la société autochtone du Canada, notamment à travers la loi sur les Indiens. Le droit des autochtones canadiens accorde certains droits à la terre et aux pratiques traditionnelles. Il applique et interprète certains traités entre le gouvernement fédéral et les peuples autochtones. Il gère également une grande partie de leurs activités juridiques.

## Sources du droit des autochtones canadien
Le droit des autochtones est basé sur plusieurs sources historiques.
- L'article 91 (24) de la Loi constitutionnelle de 1867 donne au Parlement canadien le pouvoir exclusif de légiférer sur les questions relatives aux "Indiens et les terres réservées pour les Indiens." Si le premier texte de loi de la Loi sur les Indiens vit le jour en 1867, le texte de loi se modernisa avec la "Loi sur les Sauvages" en 1876 et "l'Acte relatif aux Sauvages" en 1880.
- En 1951, le corps législatif a adopté la Loi sur les Indiens, qui établit le Registre des Indiens et garantit notamment le traditionnel potlatch amérindien.
- En 1971, l'article de la loi mentionnant l’interdiction faite aux Autochtones d’acheter ou de vendre de l'alcool fut aboli.
- L'article 35 de la Loi constitutionnelle de 1982, reconnaît les droits issus des traités et des terres autochtones. La reconnaissance des droits ancestraux fait référence aux anciennes sources du droit coutumier des premières nations. L'article 35 concerne non seulement les Autochtones mais également les Inuits et les Métis du Canada.
- En 1985, le Parlement Canadien fit passer la "Loi C-31", afin de modifier la "Loi sur les Indiens" , notamment par l'annonce de la fin des discriminations envers les Autochtones, et plus particulièrement envers les femmes. De plus, la loi C-31 change la signification du "statut d'Indien" qui pour la première fois, tient compte du fait que leur réintégration a été difficile et limitée étant donné qu'ils étaient ignorés ou parce qu'ils avaient perdu leur statut dans le passé.
- En 1988, création dans la province du Manitoba de "l'Aboriginal Justice Inquiry" qui est la base de la justice autochtone instaurée par le gouvernement du Manitoba. Cette Commission d'enquête sur l'administration de la justice et les Autochtones manitobaine fut lancée à la suite de deux évènements associés à la mort de deux autochtones (Le meurtre d'Helen Betty Osborne, assassinée par quatre blancs, plus précisément enlevée, violée et tuée à l’âge de 19 ans le 13 novembre 1971 ainsi que la mort, le 9 mars 1988, par balle, de John Joseph Harper, chef autochtone de la Nation Wasagamack, de la part d’un policier).
- En 1999, Loi-cadre sur la gestion des terres des premières nations.
- En 2012, la "Loi C-45" du gouvernement Harper remet en cause le droit des autochtones sur l'attribution des terres amérindiennes prévu par la Loi sur les Indiens de 1951. Ceci entraîna une vague de protestations, notamment à travers le mouvement Idle No More, dont des blocus de voies de transport.

### Décisions de la Cour suprême du Canada en lien avec le droit des autochtones
- 1973 : Calder c. Colombie-Britannique (procureur général)
- 1984 : Guerin c. La Reine
- 1990 : R v Sparrow
- 1997 : Delgamuukw c. Colombie-Britannique
- 2014 : Nation Tsilhqot’in c. Colombie-Britannique

#### Droit international
- Peuple autochtone, Droit des peuples autochtones (Déclaration des droits des peuples autochtones)
- Doctrine de la découverte, Terra nullius
- Colonisation, Décolonisation, Droit des peuples à disposer d'eux-mêmes

#### Études théoriques
- Études postcoloniales, Études décoloniales, Guerres de l'histoire